# مقاطعة قير وكارزين
مقاطعة قير وكارزين (بالفارسية: شهرستان قیر و کارزین) هي إحدى مقاطعات في محافظة فارس في إيران. مركز مقاطعة قير وكارزين هو مدينة قير وكارزين.